# 竹下平作
竹下 平作（たけした へいさく、1865年1月14日（元治元年12月17日） - 1927年（昭和2年）10月31日）は、日本の陸軍軍人。最終階級は陸軍中将。

## 経歴
熊本県出身。竹下幸太郎の長男として生まれる。1885年（明治18年）6月、陸軍士官学校（旧7期）を卒業し陸軍少尉任官。同期には宇都宮太郎・島川文八郎両大将や柴勝三郎中将らがいる。1890年(明治23年)12月、陸軍大学校（第6期）を卒業。
陸軍戸山学校教官、陸士教官、台湾総督府副官、陸士教官、陸士生徒隊中隊長、第12師団参謀、参謀本部員、歩兵第10連隊大隊長。歩兵第14連隊大隊長、後備歩兵第20連隊長などを経て、歩兵第14連隊長として日露戦争に出征。遼陽会戦、奉天会戦などに参戦した。
歩兵第46連隊長、台湾歩兵第2連隊長などを経て、1911年（明治44年）10月、陸軍少将に進級。歩兵第27旅団長、歩兵第1旅団長を歴任。1916年（大正5年）8月、陸軍中将に進級し待命となり、翌年1月、予備役に編入された。

## 栄典
- 1885年（明治18年）9月16日 - 正八位[1]
- 1907年（明治40年）12月27日 - 従五位[2]
- 1904年（明治37年）11月1日 - 正六位[3]
- 1917年（大正6年）2月10日 - 従四位[4]

## 親族
- 長男 竹下宣彦（陸軍中佐）
- 二男 竹下正彦（陸軍中佐、陸将）
- 娘婿 阿南惟幾（陸軍大将）・中西良介（陸軍中将）